# Дослідне (Херсонський район)
Дослідне — селище в Україні, у Білозерській селищній громаді Херсонського району Херсонської області. Населення становить 45 осіб.

## Історія
12 червня 2020 року, відповідно до Розпорядження Кабінету Міністрів України № 726-р «Про визначення адміністративних центрів та затвердження територій територіальних громад Херсонської області», увійшло до складу Білозерської селищної громади.
19 липня 2020 року, в результаті адміністративно-територіальної реформи та ліквідації Білозерського району, селище увійшло до складу Херсонського району.

### Російсько-українська війна (з 2014)
24 лютого 2022 року селище тимчасово окуповане російськими військами під час російсько-української війни.
20 липня 2022 року ЗСУ повідомили про знищення окупаційного складу з боєприпасами в районі Дослідного.
10 листопада 2022 року Збройні сили України визволили селище з-під російської окупації в ході контрнаступу в Херсонській області.

## Населення
Згідно з переписом УРСР 1989 року чисельність наявного населення селища становила 13 осіб, з яких 7 чоловіків та 6 жінок.
За переписом населення України 2001 року в селищі мешкало 45 осіб.

### Мовний склад
Рідна мова населення за даними перепису 2001 року:
| Мова       | Чисельність, осіб | Доля     |
| ---------- | ----------------- | -------- |
| Українська | 41                | 91,11 %  |
| Російська  | 4                 | 8,89 %   |
| Разом      | 45                | 100,00 % |